# Scelolophia phyrctaria
Scelolophia phyrctaria är en fjärilsart som beskrevs av Dyar 1913. Scelolophia phyrctaria ingår i släktet Scelolophia och familjen mätare. Inga underarter finns listade.